# Nghĩa vụ quân sự
Nghĩa vụ quân sự hay còn gọi là quân dịch là một nghĩa vụ bắt buộc của công dân. Ở những nước có quy định việc thực hiện nghĩa vụ quân sự bắt buộc, công dân được yêu cầu phải gia nhập quân đội trong một thời gian nhất định, bất chấp việc những người này có muốn hay không. Nếu không chấp hành nghĩa vụ quân sự, công dân đó có thể chịu sự trừng phạt của pháp luật.
Bên cạnh nghĩa vụ quân sự, công dân có thực hiện những nghĩa vụ khác tương đương với nghĩa vụ quân sự. Ở một số nước, nếu công dân không thể thực hiện nghĩa vụ quân sự vì niềm tin tôn giáo hoặc sức khỏe, họ có thể được yêu cầu tham gia nghĩa vụ dân sự như làm việc tại một cơ quan thuộc chính phủ. Ở Việt Nam, bên cạnh nghĩa vụ quân sự còn có hình thức nghĩa vụ công an và dân quân tự vệ. Nghĩa vụ quân sự đã xuất hiện từ thởi cổ đại tại nhiều quốc gia khác nhau. Ngày nay, trên thế giới vẫn có nhiều nước thực hiện nghĩa vụ quân sự bắt buộc, cũng có nhiều nước trước đây thực hiện nghĩa vụ quân sự nhưng sau đó đã bãi bỏ.
Đối tượng tham gia nghĩa vụ quân sự hầu như là nam giới trong độ tuổi thanh niên, nữ giới thì được miễn. Trong những năm gần đây, cách thi hành này đã bị chỉ trích vì nó vi phạm nguyên tắc bình đẳng giới. Các nhà hoạt động vì quyền nam giới chỉ trích rằng việc nhập ngũ bắt buộc với nam giới nhưng lại miễn cho phụ nữ là một dạng phân biệt giới tính chống lại nam giới. Họ lập luận rằng: nếu nam giới và nữ giới là bình đẳng, thì việc thi hành nghĩa vụ công dân cũng phải bình đẳng, tức là nữ giới cũng phải thi hành nghĩa vụ quân sự như nam giới  Để thực hiện bình đẳng giới, một số quốc gia, đặc biệt là ở châu Âu đã mở rộng nghĩa vụ quân sự đối với phụ nữ. Đến năm 2023, các nước áp dụng nghĩa vụ quân sự với cả phụ nữ bao gồm Bolivia, Chad, Israel, Mozambique, Na Uy, Triều Tiên, Myanmar,

Không có quân đội
Không áp dụng nghĩa vụ quân sự
Có áp dụng luật nghĩa vụ quân sự, nhưng dưới 20% người dân trong độ tuổi thực hiện
Nghĩa vụ quân sự bắt buộc
Không có dữ liệu

và Thụy Điển.

## Lịch sử

### Cổ đại

#### Trung Quốc
Trung Quốc cổ đại là một trong những nơi có những ghi chép lịch sử sớm nhất về chế độ nghĩa vụ quân sự.
Vào thời cổ đại (nhà Thương, nhà Chu), trang bị của quân đội thường nghèo nàn (do kỹ thuật luyện kim thời đó chưa có quy mô lớn), binh sĩ thường chỉ có cung tên, khiên gỗ và giáo gỗ mũi bịt bằng đồng, áo giáp làm bằng da thuộc, chỉ huy cao cấp mới có áo giáp là các tấm lá đồng và được dùng ngựa chiến. Tuy nhiên, nhờ tuyển quân hàng loạt trong dân cư nên quy mô quân đội đã khá lớn. Theo sử sách ghi lại, trong trận Mục Dã (khoảng 1.046 trước công nguyên), Chu Vũ Vương đã huy động được 45.000 quân chính quy để đánh diệt nhà Thương. Trụ Vương của nhà Thương thì đã huy động tới 700.000 quân để chống lại (tuy nhiên phần lớn quân Thương là nô lệ, chỉ có một phần là quân chính quy).

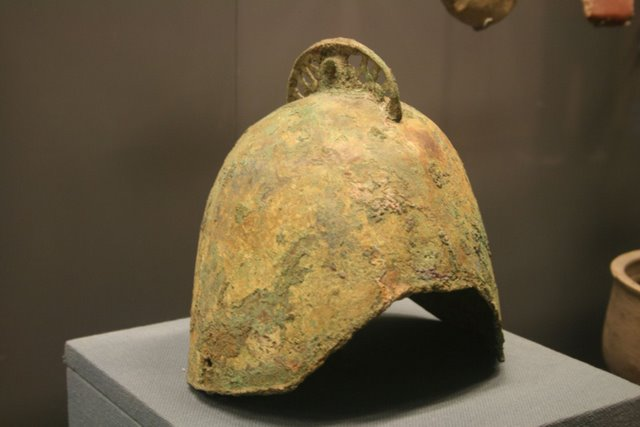
Một mũ trụ bằng đồng của binh sĩ nước Yên thời Chiến quốc

Đến thời Xuân Thu (770-403 TCN), do chiến tranh liên miên và dân số tăng lên nên quân đội phát triển nhanh cả về quân số và trang bị. Việc mở rộng chế tác đồ sắt ở Trung Quốc thời kỳ này đã làm thay đổi chất lượng trang bị, khí giới bằng sắt bén hơn, sản xuất được nhiều hơn, mau hơn. Đến thời Chiến quốc (403-221 TCN), hầu hết các nước đã thực hiện nghĩa vụ quân sự, nam giới cả nước đều phải đăng lính, vũ khí trang bị cũng rất đa dạng. Bảy nước lớn là Tần, Sở, Triệu, Tề, Hàn, Ngụy, Yên, nước nào cũng có mấy trăm nghìn quân, quy mô quân đội còn vượt cả Đế quốc La Mã, Đế quốc Ba Tư cùng thời.
Do thực hiện nghĩa vụ quân sự toàn dân, quy mô các chiến dịch ở Trung Quốc thời đó đã rất lớn, quân số các bên huy động vượt xa bất cứ nước nào ở vùng Trung đông và châu Âu thời trung cổ. Ví dụ như trận Y Khuyết (193 TCN), 120.000 quân Tần đánh với 240.000 quân Ngụy. Trận Hoa Dương (273 TCN), liên quân Triệu-Ngụy huy động 150.000 quân đánh với trên 100.000 quân Tần. Trận Trường Bình còn lớn hơn nữa, nước Triệu huy động 450.000 quân còn nước Tần huy động khoảng mấy trăm nghìn quân. Quân Triệu đại bại, gần như toàn bộ quân số 450.000 đều bị giết, số nam giới nước Triệu sụt hẳn đi sau trận này.
Tại Nước Tần vào thế kỷ 4 TCN, tất cả đàn ông từ 15 hay 20 tuổi tới 60 tuổi đều phải nhập ngũ, như vậy là chỉ còn cụ già, đàn bà và trẻ em là không phải ra trận. Chính sách ngụ binh ư nông được phổ biến: nam giới thời bình thì ở nhà làm ruộng, tranh thủ tập võ nghệ, thời chiến thì nhập ngũ. Nước Tần đến năm 230 TCN đã có thể huy động gần 1 triệu quân để thôn tính 6 nước khác, thống nhất Trung Quốc.

#### Hy Lạp
Vào thời Hy Lạp cổ đại, các nam công dân trưởng thành của các thành bang có nghĩa vụ tham gia quân đội. Khi đến tuổi 18, họ sẽ phải tham gia nghĩa vụ quân sự trong 2 năm và cho đến năm 60 tuổi, họ có thể lại bị gọi đi lính nếu xảy ra chiến tranh. Mỗi chiến binh Hy Lạp phải tự trang bị vũ khí và áo giáp. Ở thành bang Sparta, trẻ em trai Sparta phải rời gia đình từ năm 7 tuổi và tham gia huấn luyện quân sự tập trung.

### Trung đại

#### Trung Quốc
Sau thời chiến quốc, những khi xảy ra chiến tranh lớn thì các triều đình tại Trung Quốc đều thi hành nghĩa vụ quân sự. Tại Trận Phì Thủy (năm 383), nước Tiền Tần huy động 900.000 quân đánh 8 vạn quân của nước Đông Tấn, đây có lẽ là trận chiến giữ kỷ lục về quân số huy động lớn nhất trên thế giới trong suốt hơn 1.500 năm cho đến tận khi thế chiến thứ nhất xảy ra (năm 1914).
Nhà Đường (618-907) áp dụng chế độ ngụ binh ư nông, nhờ đó làm giảm bớt gánh nặng nuôi quân cho nhà nước trong thời bình.

#### Việt Nam
Các triều đại phong kiến Việt Nam áp dụng chính sách ngụ binh ư nông. Các triều đình tuyển quân dựa trên sổ hổ tịch ghi chép tình hình nhân khẩu tại các địa phương. Vào thời nhà Lý, tuổi binh dịch của nam thanh niên là 18, gọi là hoàng nam (đến khi qua 20 tuổi thì trở thành đại hoàng nam). Vào thời nhà Trần, nam giới từ 18 đến 20 tuổi là tiểu hoàng nam, trên 20 tuổi là đại hoàng nam. Chính sách ngụ binh ư nông được áp dụng giúp tuyển được một số lượng quân lớn trong thời chiến và duy trì sức sản xuất nông nghiệp trong thời bình. Chính sách này tiếp tục được áp dụng vào thời Lê Sơ.
Đến thời Tây Sơn, trong chiến dịch đánh quân Thanh năm 1789, vua Quang Trung tiến hành chế độ quân dịch, cứ 3 suất đinh lấy 1 suất lính.

### Cận đại

#### Châu Âu
Tại châu Âu thì nghĩa vụ quân sự xuất hiện khá muộn. Các nước châu Âu thời trung cổ chủ yếu giao chiến bằng tầng lớp hiệp sĩ và lính đánh thuê, dân số châu Âu thời đó cũng khá ít, nên quy mô quân đội khá nhỏ, các trận đánh lớn nhất ở châu Âu thời trung cổ cũng chỉ có mấy chục nghìn quân mỗi bên.
Từ thời Cách mạng Pháp, việc thi hành nghĩa vụ quân sự bắt buộc được chính quyền Pháp áp dụng. Năm 1793, nam giới Pháp từ 18 đến 25 tuổi phải đăng ký nghĩa vụ quân sự. Từ năm 1800 đến 1813, ước tính có đến 2,6 triệu người Pháp phải đi nghĩa vụ và tham gia vào các cuộc chiến tranh của Napoléon Bonaparte trên các chiến trường châu Âu. Do đó, quân đội Pháp gia tăng nhanh chóng về số lượng và áp đảo các quân đội chuyên nghiệp của các nước châu Âu khác với quân số thường chỉ ở mức vài chục nghìn.
Năm 1808, nước Phổ bắt đầu tiến hành chế độ nghĩa vụ quân sự. Hình thức này dần trở nên phổ biến ở nhiều nước châu Âu. Đến cuối thế kỷ 19, các cường quốc lớn trên thế giới ngoại trừ Anh và Mỹ đã thực hiện việc gọi lính nghĩa vụ trong thời bình. Tại Đế quốc Nga, sau khi bãi bỏ chế độ nông nô, chính quyền Nga quy định tất cả đàn ông Nga trên 20 tuổi phải thực hiện nghĩa vụ quân sự trong 6 năm.

#### Nhật Bản
Sau khi thiên hoàng Minh Trị lên nắm quyền, Nhật Bản đã thực hiện nhiều cải cách quân đội theo hướng phương Tây, thay thế chế độ trưng binh bằng chế độ nghĩa vụ quân sự bắt buộc.

### Hiện đại

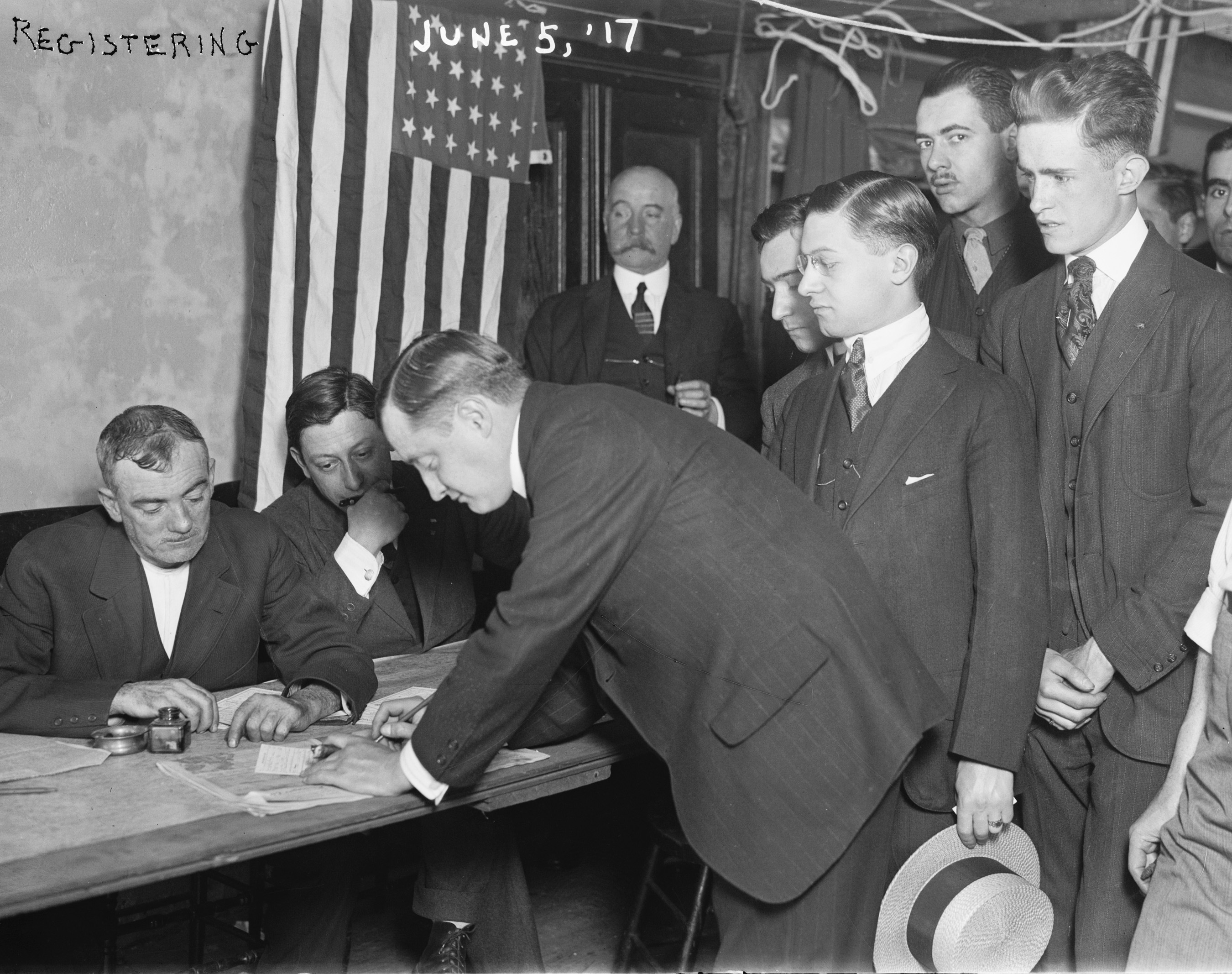
Đăng ký tham gia nghĩa vụ quân sự tại Mỹ năm 1917

Trong thế kỷ 20, nhiều quốc gia trên thế giới đã áp dụng chế độ nghĩa vụ quân sự do tình hình chiến tranh, xung đột với những sự kiện tiêu biểu như chiến tranh thế giới thứ nhất, chiến tranh thế giới thứ hai và chiến tranh Lạnh. Chế độ nghĩa vụ quân sự từng phổ biến tại các cường quốc như Hoa Kỳ, Liên Xô, Anh, Pháp, Đức trong nhiều thập niên của thế kỷ 20. Tại Trung Quốc và Ấn Độ, số lượng người tình nguyện gia nhập quân đội lớn đã khiến các nước này không cần phải tiến hành tuyển chọn nghĩa vụ quân sự bắt buộc.
Tùy theo tình hình chính trị, quân sự của mỗi nước, chế độ nghĩa vụ quân sự có thể được bãi bỏ, mặc dù chính phủ có thể đảo ngược lại quyết định này nếu thấy cần thiết. Hiện nay, đa phần các nước châu Âu cùng với Hoa Kỳ đã không còn duy trì hình thức nghĩa vụ quân sự mà hướng tới xây dựng quân đội gồm hoàn toàn các quân nhân chuyên nghiệp, tự nguyện phục vụ trong quân đội. Ngược lại, ở một số quốc gia đã và đang phải đối mặt với những thách thức về quốc phòng, an ninh thì việc thi hành nghĩa vụ quân sự rất được chú trọng, tỷ lệ người dân đi nghĩa vụ rất cao (gần như toàn bộ nam giới ở Triều Tiên, Hàn Quốc và Singapore, hoặc hầu hết thanh niên cả nam và nữ ở Israel). Cũng có một số nước vẫn duy trì chế độ nghĩa vụ quân sự, nhưng tỷ lệ phần trăm thanh niên đi nghĩa vụ trong dân số không lớn, ví dụ như Việt Nam.

## Khám nghĩa vụ quân sự

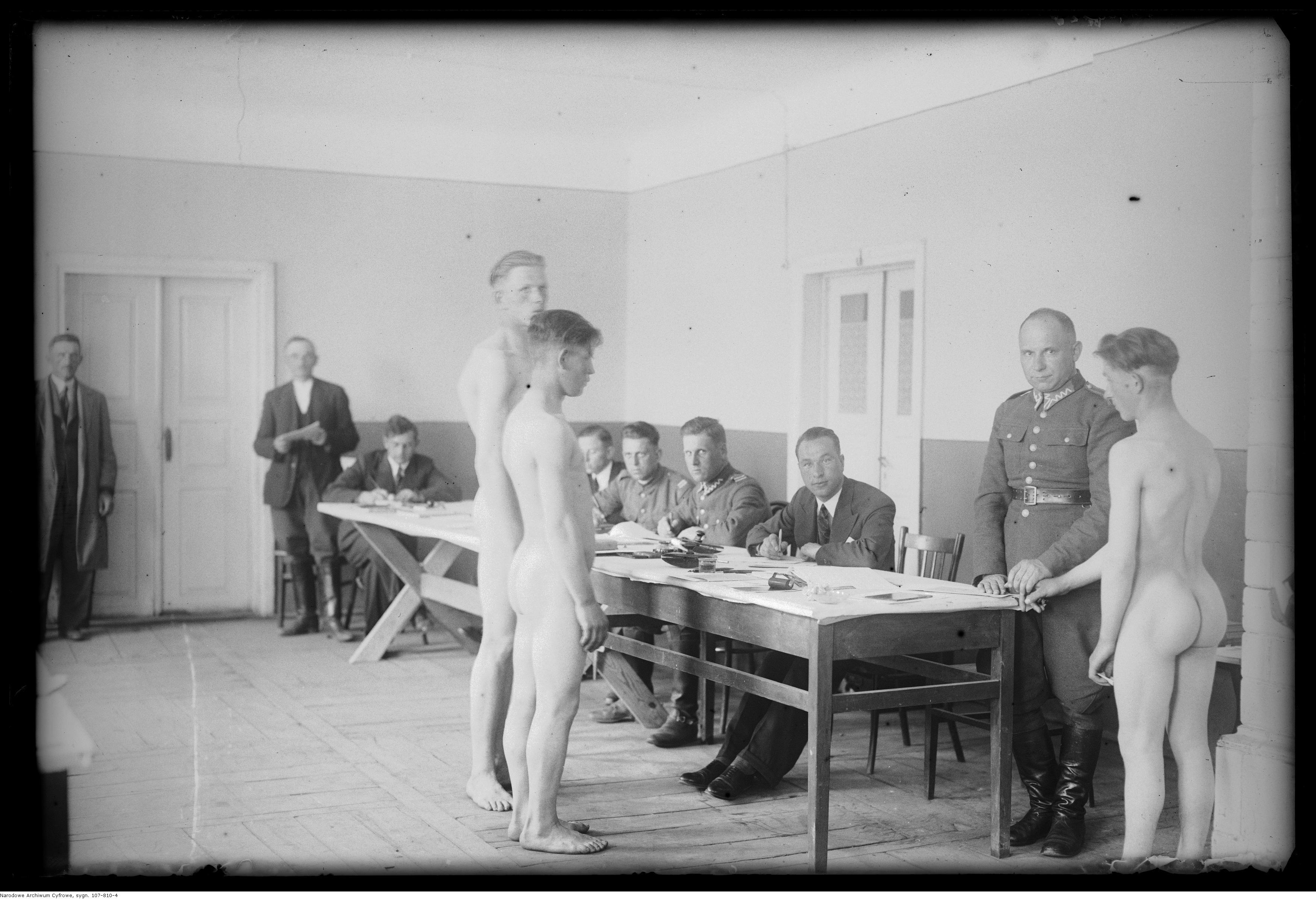
Thanh niên đi khám nghĩa vụ tại Garwolin, Ba Lan năm 1937

Khi nam thanh niên đến tuổi thực hiện nghĩa vụ quân sự, họ sẽ được khám sức khỏe để đảm bảo có thể hoàn thành việc huấn luyện và các nhiệm vụ khi nhập ngũ. Những ai có vấn đề về sức khỏe, ví dụ như cận thị, sẽ không phải tham gia nghĩa vụ quân sự.
Thông thường, việc khám nghĩa vụ bao gồm những phần sau:
- Khám thể lực: đo chiều cao, cân nặng, vòng ngực
- Khám mắt
- Khám răng hàm mặt
- Khám tai mũi họng
- Khám ngoại, da liễu
- Khám nội, tâm thần - thần kinh[16]

Khi khám nghĩa vụ, bác sĩ sẽ yêu cầu công dân cởi bỏ toàn bộ quần áo nhằm phục vụ việc khám ngoại và da liễu. Mục đích của việc này là để khám các bệnh ngoài da, cơ quan sinh dục (dương vật, tinh hoàn) và hậu môn.

## Sơ lược một số quốc gia
Bản sơ lược này bao gồm 195 quốc gia.

### Các quốc gia không có quân đội
19 quốc gia sau được xác định là không có quân đội hoặc không có quân thường trực mà chỉ có một lực lượng quân sự rất hạn chế:
| - Andorra - Costa Rica - Grenada - Haiti* - Iceland* - Kiribati - Liechtenstein - Liên bang Micronesia - Mauritius* - Monaco* | - Nauru - Palau - Panama* - Quần đảo Marshall - Quần đảo Solomon - Samoa - Thành Vatican - Tuvalu - Vanuatu* |

*Các quốc gia không có quân thường trực mà chỉ có một lực lượng quân sự rất hạn chế.

### Nghĩa vụ quân sự không bắt buộc
Các quốc gia này có chế độ thực hiện nghĩa vụ quân sự không bắt buộc (tuy nhiên nhiều quốc gia vẫn yêu cầu các nam công dân bắt buộc phải trải qua một khóa học quân sự ngắn, phục vụ quân sự bán thời gian hoặc các hoạt động nghĩa vụ thay thế khác, và phải cam kết phục vụ quân đội khi được lệnh nhập ngũ). Ví dụ: 
- Trung Quốc không có nghĩa vụ quân sự bắt buộc, tuy nhiên mọi nam công dân bắt buộc phải trải qua 1 tháng huấn luyện quân sự cơ bản và được xếp vào loại hình quân dự bị loại 2, mọi quân nhân dự bị bắt buộc phải nhập ngũ nếu nhận được lệnh gọi. Hiện quân đội Trung Quốc có hơn 2 triệu quân chủ lực, nhưng nếu có chiến tranh, họ có thể ngay lập tức gọi nhập ngũ bắt buộc đối với 200 triệu quân từ lực lượng dự bị.
- Nước Mỹ từng có năm lần ban hành luật nghĩa vụ quân sự bắt buộc với công dân nam của nước này: thời kỳ Cách mạng Mỹ, Nội chiến Mỹ, Chiến tranh thế giới thứ nhất, Chiến tranh thế giới thứ hai và Chiến tranh Lạnh (bao gồm cả Chiến tranh Triều Tiên và Chiến tranh Việt Nam). Sau năm 1973, Mỹ không còn duy trì luật nghĩa vụ quân sự bắt buộc, tuy nhiên Hệ thống Tuyển chọn Quân dịch (Selective Service System hay SSS) của Mỹ hiện vẫn hoạt động. Hàng năm, mọi công dân nam trong độ tuổi từ 18 tới 25 đều phải trình diện để đăng ký với cơ quan này. Trong trường hợp chiến tranh bùng nổ trên quy mô lớn, việc tổng động viên và luật nghĩa vụ quân sự sẽ được tái khởi động, quân đội Mỹ sẽ căn cứ theo dữ liệu của SSS để gửi giấy gọi nhập ngũ với những công dân nam trong độ tuổi thực hiện luật nghĩa vụ quân sự.
- Nước Anh không có chế độ nghĩa vụ quân sự bắt buộc, nhưng trong lịch sử, khi Thế chiến 1 và Thế chiến 2 xảy ra, nước này đã nhanh chóng chuyển sang áp dụng chế độ quân sự bắt buộc dựa trên danh sách nam công dân được lập sẵn trong thời bình.

Có 111 quốc gia nằm trong số này:
| - Afghanistan - Albania - Antigua và Barbuda - Argentina - Ả Rập Saudi - Ấn Độ - Bahamas - Bahrain - Ba Lan - Bangladesh - Barbados - Belize - Bhutan - Bỉ - Bosnia và Herzegovina - Botswana - Bồ Đào Nha - Brunei - Bulgaria - Burkina Faso - Burundi - Cameroon - Canada - Chile - Comoros - Cộng hòa Congo - Cộng hòa Dân chủ Congo - Cộng hòa Dominica - Cộng hòa Macedonia - Campuchia - Cộng hòa Séc - Croatia - Djibouti - Đông Timor - Đức - Ecuador | - Eswatini - Ethiopia - Fiji - Gabon - Gambia - Ghana - Guyana - Hà Lan - Hoa Kỳ - Hong Kong - Honduras - Hungary - Indonesia - Iraq - Ireland - Jamaica - Jordan - Kenya - Latvia - Lào - Lesotho - Liban - Liberia - Litva - Luxembourg - Ma Cao - Madagascar - Malaysia - Malawi - Maldives - Malta - Mauritanie - Maroc - Montenegro - Namibia - Nam Phi - Nepal - New Zealand | - Nhật Bản - Nicaragua - Nigeria - Oman - Pakistan - Papua New Guinea - Peru - Pháp - Philippines - Qatar - România - Rwanda - Saint Kitts và Nevis - San Marino - Serbia - Seychelles - Sierra Leone - Slovakia - Slovenia - Somalia - Sri Lanka - Suriname - Tanzania - Tây Ban Nha - Thụy Điển - Tonga - Trinidad và Tobago - Trung Quốc (không bắt buộc nhưng vẫn có một quân đội đông đảo) - Úc - Uganda - Ukraina - Uruguay - Vương quốc Liên hiệp Anh và Bắc Ireland - Ý - Zambia - Zimbabwe |

### Nghĩa vụ quân sự vừa bắt buộc vừa tự nguyện
Có 8 quốc gia trong danh sách này:
| - Bermuda - Burundi - Gabon - Kuwait - Mali - Mauritania - Uganda - Venezuela |

### Nghĩa vụ quân sự bắt buộc nhưng có tuyển chọn
Các quốc gia này có chế độ thực hiện nghĩa vụ quân sự bắt buộc. Tuy nhiên chỉ có một phần nam công dân được gọi nhập ngũ, số còn lại chỉ trải qua một khóa học quân sự ngắn. Ví dụ như các quốc gia:
| - Ai Cập - Bénin - Brasil - Bolivia - Cabo Verde - CHDCND Triều Tiên - Cộng hòa Trung Phi - Cuba - Đài Loan - Guinea Xích đạo - Guiné-Bissau - Hàn Quốc - Iran - Kazakhstan - Mali - Mexico - Niger - Senegal - Tchad - Thái Lan - Togo - Việt Nam |

🇷🇺 Nga

### Nghĩa vụ quân sự bắt buộc nhưng cho lựa chọn hình thức nghĩa vụ
Các quốc gia này cho phép công dân quyền lựa chọn khi tham gia nghĩa vụ quân sự: dân sự, binh sĩ không vũ trang hoặc có vũ trang:
| - Angola - Algeria - Áo (dân sự 9 tháng, vũ trang 6 tháng) - Belarus - Các Tiểu vương quốc Ả Rập Thống nhất - Síp (dân sự 32 tháng, có vũ trang 24 tháng) - Đan Mạch - Estonia - Hy Lạp | - Mexico - Na Uy - Paraguay - Phần Lan (dân sự 12 tháng, không vũ trang 9 tháng, vũ trang 6, 9 hoặc 12 tháng) - Thụy Sĩ (Dân sự 390 ngày, lưc lượng vũ trang 260 ngày) |

### Thời gian nghĩa vụ quân sự bắt buộc

#### Không quá một năm
Danh sách gồm có 20 quốc gia:
| - Áo (6–12 tháng) - Bolivia (12 tháng) - Brazil (9–12 tháng) - Cape Verde (12–14tháng, có tuyển quân) - Đan Mạch (4–12 tháng) - Estonia (8–11 tháng) - Phần Lan (6–12 tháng) - Hy Lạp (9 tháng) - Guatemala (12–24 tháng) - Moldova (12 tháng) | - Mông Cổ (12 tháng) - Na Uy (6–12 tháng) - Paraguay (12 tháng với không-lục quân, 24 tháng với hải quân) - Liên bang Nga (12 tháng) - Thụy Sĩ (5 tháng) - Đài Loan (12 tháng, có tuyển quân) - Tunisia (12 tháng) - Thổ Nhĩ Kỳ (6–12 tháng) - Ukraine (12 tháng) - Uzbekistan (12 tháng) |

#### Tối đa 18 tháng
Danh sách này có 9 quốc gia:
| - Algeria - Azerbaijan - Bénin - Campuchia - Côte d'Ivoire - Eritrea - Georgia - Kuwait - Lào |

#### Lâu hơn 18 tháng
Có 34 quốc gia:
| Quốc gia              | Thời gian                                                     | Ghi chú |
| --------------------- | ------------------------------------------------------------- | --- |
| Armenia               | 2 năm                                                         | |
| Angola                | 2 năm                                                         | Có thể lựa chọn dân sự hoặc binh lính không tham chiến                                                                                       |
| Cộng hòa Trung Phi    | 2 năm                                                         | Có tuyển chọn |
| Chad                  | 1 năm (nữ) - 2 năm (nam)                                      | Các vị trí dân sự chỉ áp dụng cho nữ |
| Cabo Verde            | 2 năm                                                         | Có tuyển chọn |
| Cuba                  | 2 năm                                                         | |
| Síp                   | 24 tháng                                                      | |
| Guinea Xích Đạo       | 2 năm                                                         | Có tuyển chọn |
| Ai Cập                | 2-3 năm                                                       | |
| Guinea                | 2 năm                                                         | Có tuyển chọn |
| Guinea-Bissau         | 2 năm                                                         | Có tuyển chọn |
| Iran                  | 2 năm                                                         | |
| Israel                | 24 tháng (nữ) - 36 tháng (nam)                                | |
| Kazakhstan            | 2 năm                                                         | |
| CHDCND Triều Tiên     | 3 - 10 năm                                                    | |
| Hàn Quốc              | 21 tháng (lục quân) 23 tháng (hải quân) 24 tháng (không quân) | |
| Kyrgyzstan            | 2 năm                                                         | |
| Libya                 | 2 năm                                                         | |
| Mali                  | 2 năm                                                         | Có tuyển chọn |
| Mauritania            | 2 năm với lục quân                                            | Hải quân và không quân thì tự nguyện |
| Mozambique            | 2 năm                                                         | |
| Niger                 | 2 năm                                                         | Có tuyển chọn |
| São Tomé and Príncipe | 2 năm                                                         | |
| Senegal               | 2 năm                                                         | Có tuyển chọn |
| Singapore             |                                                               | không tính Nghĩa vụ quân sự Quốc gia đầy đủ trong Lực lượng Quốc phòng Singapore dân dụng hoặc Lực lượng Cảnh sát Singapore, thuộc Bộ Nội vụ |
| Somalia               |                                                               | |
| Syria                 | 18 tháng (Lục quân & Không quân) - 30 tháng (Hải quân)        | |
| Sudan                 | 1-2 năm                                                       | Thời hạn áp dụng với cả nam và nữ |
| Tajikistan            | 2 năm                                                         | |
| Thái Lan              | 2 năm                                                         | |
| Togo                  | 2 năm                                                         | Có tuyển chọn |
| Turkmenistan          | 2 năm                                                         | |
| Việt Nam              | 2 năm (quân đội chính quy) - 4 năm (quân dân tự vệ)           | |
| Yemen                 | tối thiểu 2 năm                                               | |